# Marcin Jacobson
Marcin Jacobson (ur. 8 stycznia 1950 w Sopocie) – polski manager, producent i wydawca muzyczny.

## Życiorys
Urodził się 8 stycznia 1950 Sopocie, w rodzinie Jerzego Jacobsona (1922–2013) i Krystyny z domu Wiktor (1927–2024). Starszy brat Stanisława Krzysztofa (ur. 1951), Katarzyny (ur. 1953) i Agnieszki Marii (ur. 1967).
W 1970 r. debiutował jako didżej w pierwszej polskiej dyskotece Musicorama w Sopocie. Był kierownikiem Akcji Lato (Gdańsk 1977), programu promującego młode polskie zespoły rockowe. Współtwórca ruchu Muzyka Młodej Generacji (1978).
Współorganizator festiwali: Pomorska Jesień Jazzowa i Jazz Jantar, Międzynarodowe Konfrontacje Muzyczne „Pop Session” w Sopocie (1978–1981) i Festiwalu w Jarocinie (1980). Dyrektor programowy festiwalu w Jarocinie (1987). 
Dyrektor, a następnie redaktor naczelny Radia BIELSKO w Bielsku-Białej (1996–1998). Prezes oraz A&R Sceny FM w Krakowie (1998–2001). Współorganizator koncertów m.in. Tiny Turner, Jana Garbarka, Joe Zawinula, Paco de Lucíi, Davida Murray, Tilla Broennera, Petera Beetsa i Candy Dulfer, a także Festiwali Piosenki w Sopocie (1989–1991), Opolu (1988) oraz Bielskiej Zadymki Jazzowej (2002–2004).
Prowadził wiele koncertów jazzowych (Jazz nad Odrą, Jazz Jantar, Pomorska Jesień Jazzowa) i rockowych (Pop Session, John Mayall, Suzi Quatro) w charakterze konferansjera.
Publikował teksty o muzyce w periodykach: „Jazz”, „Jazz Forum”, „Magazyn Muzyczny”, „Warsaw Voice”, „Tygodnik Kulturalny”, „Czas”, „Scena”, „Machina”.
We współpracy z Metal Mind Productions, zapoczątkował serię wydawniczą wykonawców, którzy w latach 80. nie doczekali się wydania płyt – Cytrus, Ogród Wyobraźni, Art Rock, Mietek Blues Band, Immanuel. Doprowadził również do wydania reedycji wszystkich nagrań grup Krzak i TSA.
Współpracował m.in. z zespołami TSA, Krzak, SBB, Akurat, Psio Crew. Współtwórca sukcesu m.in. grupy Dżem i Martyny Jakubowicz. Obecnie prowadzi agencję koncertową, jest managerem m.in. pianisty jazzowego Sławka Jaskułke i legendarnej formacji String Connection.
Jest współorganizatorem i byłym graczem Bielskiej Ligi Koszykówki (druga co do wielkości amatorska liga koszykówki w Polsce).
Mąż Janiny z Żórawskich (ur. 1953), ma czworo dzieci: Jakuba (ur. 1976), Martę (ur. 1981), Filipa (ur. 1982) i Tomasza (ur. 1985).

## Zarządzanie
- Akurat (2006–2007)
- Anthimos Apostolis Trio (2002–2003)
- Antiquintet (1978–1980)
- Baszta (1976–1978)
- Czerwie (od 2009)
- Dżem (1985–1990)
- Grube Ryby (2008–2009)
- Martyna Jakubowicz (1983–1984 i 1986–1991)
- Barbara Kowalska Moore (1978–1979)
- Krzak (1981–1983 i 2002–2003)
- Porter Band (2001)
- Proletaryat (2006–2008)
- Psio Crew (2008–2009)
- Sławek Jaskułke (od 2008)
- String Connection (od 2009)
- TSA (2003–2007)
- WU-HAE (2006–2009)

## Wydawnictwa płytowe
- Sławek Jaskułke, Hong Kong - produkcja (2008)
- Grube Ryby, Grube Ryby - redakcja (2007)
- Akurat, Fantasmagorie - produkcja (2006)
- Beets Peter, Plays Chopin - realizacja (2006)
- Kasa Chorych, Live - a&r, redakcja, wybór nagrań (2006)
- TSA, 1981 - a&r, redakcja (2004)
- Akurat, Pomarańcza -  a&r, produkcja (2000)
- Chłopcy z Placu Broni, Polska -  a&r, produkcja (2000)
- Porter Band, Electric - a&r, produkcja (2000)
- VOO VOO, Małe Wu Wu - a&r, produkcja (reedycja 2000)
- Cree, Cree - a&r, produkcja (2000)
- Ossian, Księga Deszczu - a&r, produkcja, redakcja (reedycja 1999)
- Różni Wykonawcy, Skazani Na Bluesa - a&r, produkcja, redakcja, wybór nagrań (1994)
- Jakubowicz Martyna, Total - a&r, produkcja, redakcja, wybór nagrań (1991)
- Dżem, Najemnik - a&r, produkcja, redakcja (1989)
- Dżem, Absolutely Live - a&r, produkcja, redakcja (1986)
- Dżem, Cegła - a&r, produkcja, redakcja (1985)
- Krzak, Krzak'i -  a&r, produkcja, redakcja (1983)

## Inne wydawnictwa
- Jacek Awakumowski, Muzyka Młodej Generacji (1978–1982) – pomysł i redakcja (2009)
- Marek Karewicz, This Is Jazz – redakcja (2009)
- Marcin Jacobson, Rolling Stones – Warszawa ’67 (2013)[4]
- Marek Karewicz, Marcin Jacobson, BIG BEAT, wyd. Sine Qua Non, 2014

## Nagrody i wyróżnienia
- Nominacja (ze Stanisławem Danielewiczem) do Nagrody Miasta Gdańska w Dziedzinie Kultury „Splendor Gedanensis” za książkę Rockowisko Trójmiasta lata 70. (2017)[5]
- Stypendium Kulturalne Miasta Gdańska (2018)[6]
- Nagroda Prezydenta Miasta Gdańska w Dziedzinie Kultury z okazji jubileuszu 60-lecia polskiego BigBitu oraz za dokumentację historii muzyki rozrywkowej (2019)[7]
- Nagroda Artystyczna im. Jana „Kyksa” Skrzeka (2023)[8]